# María Belén Succi
María Belén Succi (Buenos Aires, 16. listopada 1985.) je argentinska hokejašica na travi. Igra na mjestu vratarke.
S argentinskom reprezentacijom osvajala je odličja i sudjelovala na više međunarodnih natjecanja, među ostalima na OI 2008. u Pekingu gdje je osvojila brončanu medalju.
Od 3. studenoga 2009. igra za klub Club Atletico San Isidro (kraticom CASI).

## Sudjelovanja na velikim natjecanjima
- Južnoameričke igre 2006.
- Trofej prvakinja (srebro) 2007.
- Panameričke igre 2007.
- Trofej prvakinja 2008.
- OI 2008.
- Panamerički kup 2009.
- Trofej prvakinja 2009.
- Svjetska prvenstva 2010.
- Trofej prvakinja 2010.
- Panameričke igre (srebro) 2011.
- Trofej prvakinja (srebro) 2011.
- Trofej prvakinja 2012.
- Panamerički kup 2013.
- Svjetska prvenstva (bronca) 2014.
- Trofej prvakinja 2014.

## Vanjske poveznice
María Belén Succi pri Međunarodnoj federaciji hokeja